# Nie Rongzhen
Nie Rongzhen (ur. 29 grudnia 1899, Kaixian  – zm. 14 maja 1992, Pekin) – chiński marszałek, dowódca z okresu długiego marszu i wojny domowej, a następnie wieloletni oficer sztabowy Chińskiej Armii Ludowo-Wyzwoleńczej (ChAL-W), odpowiedzialny za program modernizacji sił zbrojnych i organizację programu jądrowego Chin.

## Życiorys
Urodził się w zamożnej rodzinie ziemiańskiej niedaleko Chongqingu, gdzie (wraz z Deng Xiaopingiem) skończył szkołę średnią. W 1919 wziął udział w Ruchu 4 Maja. Następnie pracował i studiował we Francji: m.in. w zakładach Renault i Schneider-Creusot, ukończył też Universite de Travail, w Charleroi (Belgia). Od 1922 był członkiem młodzieżówki komunistycznej i z polecenia Partii w 1923 pojechał do Niemiec, a rok później do Moskwy, na Uniwersytet Armii Czerwonej.
Po powrocie do Chin uczestniczył w powstaniu w Nanchangu i powstaniu w Kantonie. Po okresie pracy w podziemiu, w okolicach Tangshan, po 1931 dotarł do Chińskiej Republiki Rad, a po jej likwidacji wyruszył w Długi Marsz jako komisarz polityczny Lin Biao (następnie będzie jego zastępcą) i komisarzem w 115 dywizji 8 Armii Marszowej. W okresie, gdy siły komunistyczne bazowały w Yan’anie, kierował operacjami partyzanckim w górach Wutai, a po rozpoczęciu walk na pełną skalę z armiami Kuomintangu, dowodził oddziałami, które opanowały Shijiazhuang, Pekin i Tiencin. 
Po ustanowieniu ChRL został burmistrzem Pekinu (1949-51), komendantem garnizonu pekińsko-tiencińskiego, pełniącym obowiązki szefa sztabu ChAL-W (1950), zastępcą przewodniczącego Centralnej Komisji Wojskowej (1951), a w 1954 członkiem Stałego Komitetu Politbiura. W czasie wojny koreańskiej uczestniczył podejmowaniu kluczowych decyzji dotyczących zaangażowania chińskich sił i studiował problemy walki z lepiej wyposażonym przeciwnikiem. W następstwie tego w 1955 został mianowany jednym z trzech kierowników chińskiego programu nuklearnego, a rok później, jako wicepremier, przejął całościową kontrolę nad programem rozwoju technologicznego Chin i sił zbrojnych. W tym celu zorganizował instytucje naukowe i administracyjne, zespoły badawcze, wykorzystując doradców radzieckich i studentów wysyłanych za granicę, w szczególności do USA. Jako najlepiej wykształcony z pierwszego pokolenia chińskich generałów, w szczególności zaznajomiony z problematyką techniczną, przez 12 lat (1958-70) kierował pracą Państwowej Komisji Nauki i Techniki (potem przekształconej w ministerstwo). Zachował wpływy także w późniejszym okresie, przez córkę Nie Li, generała-porucznika ChAL-W, zastępcę dyrektora Komisji Nauki, Technologii i Przemysłu na rzecz Obrony Narodowej i zięcia, Ding Henggao, który przez kilka lat zarządzał tą komisją.
W 1955 został, wraz z 9 innymi dowódcami, mianowany marszałkiem (yuanshuai). Było to jedyne takie mianowanie w historii ChAL-W. Nie w chwili śmierci był ostatnim marszałkiem armii chińskiej.
Po śmierci Mao w 1976, wraz z grupą pierwszopokoleniowych dowódców ChAL-W, sprzeciwił się bandzie czworga, a po aresztowaniu jej członków i powrocie Deng Xiaopinga do władzy, podjął z nim współpracę przy realizacji czterech modernizacji. Napisał pamiętniki (Nie Rongzhen huiyilu, Pekin, 1984).